# فقر الدم الانحلالي المناعي الذاتي
فقر الدم الانحلالي المناعي الذاتي المرتبط بالأضداد الحارة (WAIHA) أحد أكثر أمراض المناعة الذاتية الانحلالية شيوعًا. ولا تزال نصف الحالات مجهولة السبب، بينما يرتبط النصف الآخر بحالة مؤهبة أو تناول بعض العقاقير.

## الفيزيولوجيا المرضية
إن أشهر جسم مضاد يوجد في مرض فقر الدم الانحلالي المناعي الذاتي المرتبط بالأضداد الحارة هو كريين مناعي ج, رغم أنه في بعض الأحيان يتم العثور على الجسم المضاد كريين مناعي أ. تتصل الأجسام المضادة الكريين المناعي ج بخلايا الدم الحمراء، تاركةً الجزء FC مكشوفًا مع أقصى تفاعلية عند درجة حرارة 37 درجة مئوية (مقابل فقر الدم الانحلالي المرتبط بالأضداد الباردة حيث تقوم الأجسام المضادة فقط بلي خلايا الدم الحمراء عند درجات حرارة الجسم المنخفضة، بصورة نموذجية عند درجة الحرارة 28 إلى 31 درجة مئوية). ويتم تمييز المنطقة FC وسحبها باستخدام مستقبلات FC الموجودة على الوحيدات والبلاعم في الطحال. وتلتقط تلك الخلايا أجزاء من غشاء الخلية الحمراء، كما لو كانت تقضمها. ويؤدي فقد الغشاء إلى أن تصبح خلايا الدم الحمراء كرية حمراء كروية. ولا تتميز تلك الكريات بالمرونة مثل خلايا الدم الحمراء العادية، وسيتم إفرادها لتدميرها في اللب الأحمر في الطحال بالإضافة إلى أجزاء أخرى من الجملة الشبكية البطانية. وتتسب خلايا الدم الحمراء التي تنحصر في الطحال إلى كبر حجم الطحال، مما يؤدي غالبًا إلى حدوث تضخم الطحال لدى هؤلاء المرضى.
هناك نموذجان لهذا المرض: نموذج الناشبة ونموذج الجسم المضاد الذاتي. فيفترض نموذج الناشبة أن هناك عقاقير معينة -لا سيما بنسلين، وسيفالوسبورين- ترتبط ببروتينات معينة على غشاء الخلية الحمراء وتعمل مثل الناشبة (هي جزيئات صغيرة يمكنها استثارة استجابة مناعية فقط عندما ترتبط بحامل كبير مثل البروتين؛ وقد يكون الحامل أيضًا لا يمكنه استثارة استجابة مناعية بمفرده). ولقد تم ابتكار الأجسام المضادة لمواجهة مركب البروتين والعقار، مما أدى إلى حدوث التتابع التدميري الموصوف أعلاه. ويفترض نموذج الجسم المضاد الذاتي أنه هناك عقاقير معينة تتسبب في عمل الأجسام المضادة ضد خلايا الدم الحمراء الأمر الذي يؤدي مرة أخرى إلى التتابع التدميري نفسه، وهذا من خلال آلية غير مفهومة حتى الآن.
من الممكن أن يحدث هذا للمريض المصاب بنقص المناعة.

## الأسباب
قد يكون فقر الدم الانحلالي المناعي الذاتي المرتبط بالأضداد الحارة:
- مجهول السبب: أي يحدث دون أي سبب معلوم[3]
- مرض ثانوي لمرض آخر، مثل: عدوى المسالك التنفسية العليا السابقة أو الذئبة الحمامية المجموعية أو التهاب المفاصل الروماتويدي[4] أو مرض خبيث مثل ابيضاض الدم الليمفاوي المزمن (CLL)[3]
- مرتبط بتناول أحد العقاقير[3]

## الاكتشافات الطبية
تضم الاكتشافات المعملية فقر دم حاد وارتفاع الحجم الكربوي الوسطي (MCV، نتيجة وجود عدد كبير من الكريات الحمراء الصغيرة) وفرط بيليروبين الدم (ناتج عن زيادة تدمير الخلايا الحمراء) الذي قد يكون من النوع المقترن أو غير المقترن.

## التشخيص
يمكن تشخيص هذا المرض بـ اختبار كومبس المباشر الإيجابي، واختبارات معملية أخرى والفحص الطبي والتاريخ العلاجي. ويبحث اختبار كومبس المباشر عن الأجسام المضادة المرتبطة بسطح خلايا الدم الحمراء.

## العلاج
فقر الدم الانحلالي المناعي الذاتي الكورتيزون والغلوبلينات المناعية أكثر علاجين يستخدمان لعلاج فقر الدم الانحلالي المناعي الذاتي المرتبط بالأضداد الحارة. ويتألف العلاج الدوائي الأولي من بريدنيزون. وإذا لم يكن فعالاً، ينبغي النظر في إجراء جراحة استئصال الطحال.
إذا لم يستجب المرض لهذين العلاجين، فستضم الخيارات الأخرى ريتوكسيماب أو  دانازول أو سيكلوفوسفاميد أو آزاثيوبرين أو سيكلوسبورين.
قد تكون زيادة جرعة الحقن الوريد بالغلوبين المناعي فعالة في السيطرة على انحلال الدم، لكن فائدته قصيرة الأجل (من أسبوع إلى أربعة أسابيع) والعلاج باهظ الثمن جدًا.

## وصلات خارجية
- Case report of warm-antibody autoimmune hemolytic anemia with typical laboratory findings. Clinical Cases and Images.